# Rooz
Rooz (persan: روز, littéralement jour) est un site Web d'actualités en persan et en anglais. Il est surtout composé de journalistes iraniens en exil, parmi lesquels Massoud Behnoud, Ebrahim Nabavi et Nikahang Kowsar ainsi que de militants et journalistes à l'intérieur de l'Iran, parmi lesquels Shirin Ebadi et Ahmad Zeidabadi. Un autre contributeur est Hossein Derakhshan, en état d'arrestation à Téhéran depuis le 1er novembre 2008.
Il fut d'abord publié sur le Web le 10 mai 2005. Il l'est aujourd'hui par "L'Iran Gooya" (enregistré en France).

## Controverse
Les critiques iraniennes du site affirment que Rooz ne va pas dans l'intérêt de leur nation, et ne représente pas l'exactitude factuelle des événements.
Leur raisonnement est basé sur le financement du site par Hivos,
En Novembre 2006, Hossein Derakhshan qui a maintenu le site Rooz affirmé sur son blog qu'il a été accusée de travailler pour le gouvernement de la République islamique et qu'iln'a donc pas été payé par Rooz pendant une année.
En outre, il espérait que Hivos, une organisation néerlandaise qui contribue au financement de Rooz, ferait pression pour permettre une plus grande liberté d'expression à leur personnel.
Nikahang Kowsar affirmé que Derakhshan a pris le site «otage» et qu'il exige une «rançon».